# Tipula affabilis
Tipula affabilis är en tvåvingeart som beskrevs av Alexander 1945. Tipula affabilis ingår i släktet Tipula och familjen storharkrankar. Inga underarter finns listade i Catalogue of Life.